# Periodistas
Periodistas és una sèrie de televisió espanyola que comença a emetre's el 13 de gener de 1998, i es mantindria en antena a través de Telecinco fins al 8 de juliol de 2002, gravant-se un total de 9 temporades i més d'un centenar de capítols.
Produïda per Globomedia, va ser una de les sèries de més èxit durant els seus 4 anys d'emissió, només per darrere de "Médico de Familia". També competia amb "Manos a la obra" i Compañeros, que mantenien uns registres molt semblants a aquesta sèrie.
Periodistes va ser reposada entre els anys 2006 i 2008 en els canals de TDT de Telecinco: Telecinco Estrellas i Factoría de Ficción. Va poder veure's també en Paramount Comedy.

## Argument
La sèrie es desenvolupa en la secció de Local d'un fictici periòdic anomenat Crònica Universal, situat a Madrid. Allí treballaven en els inicis el cap de Local, Luis Sanz (José Coronado), el redactor cap, Blas (Álex Angulo), les redactores Ana (Alicia Borrachero) i Ali (Esther Arroyo), un becari, José Antonio (Pepón Nieto), els fotògrafs Clara (Belén Rueda) i Willy (Joel Joan) i la secretària Mamin (María Pujalte). També cobra gran protagonisme la subdirectora del periòdic, Laura (Amparo Larrañaga) entre d'altres.
Amb el temps molts actors van anar deixant la sèrie i va haver-hi nous fitxatges, de manera que van ser pocs els actors del repartiment inicial (concretament Belén Rueda, Alicia Borrachero, Álex Angulo i Enric Arredondo) que es van mantenir en l'última temporada. També van formar part del repartiment durant tota la sèrie personatges secundaris com Herminio (Pepín Salvador), Miguelón (Paco Catalá) i Emma (Nadia Henche). Altres personatges van ser Isabel (Elena Ballesteros) i Chusky (Paco Marín).

## Repartiment
- Luis Sanz (José Coronado).
- Laura Maseras (Amparo Larrañaga).
- Blas Castellote (Álex Angulo)
- Mamen Tébar (María Pujalte).
- Ana Ruiz (Alicia Borrachero).
- Clara Nadal (Belén Rueda)
- Alicia "Ali" Rocha (Esther Arroyo)
- José Antonio Aranda (Pepón Nieto)
- Willy (Joel Joan)
- Chusky (Paco Marín)
- Isabel Sanz (Elena Ballesteros)
- Pablo (Enric Arredondo)
- Miguelón (Paco Catalá).
- Herminio Robledo(Pepín Salvador).
- Gloria (María Jesús Valdés).
- Claudia Montero (Miryam Gallego).
- Vicente Zamora (Jesús Bonilla)
- Berta Rocha (Isabel Aboy)
- Samuel Ballesteros(Aníbal Soto)
- Álvaro Torres (Ginés García Millán)
- Tomás (Jorge Bosch)
- Eduardo "Edu" Cabrera(Enrique Arce)
- Óscar Gondtard(Unax Ugalde)
- Pep Portabella(Santi Millán)
- Rafael Chopo Escudero (Miguel Ortiz)
- Silvia Monreal Marta Fernández Muro)
- Emma Torres (Nadia Henche)
- Kevin (Carlos Rodríguez)
- Marimar (Chiqui Fernández)

## Premis
Premis de l'Acadèmia de les Ciències i les Arts de la Televisió
- Millor programa de ficció el 1999.
- Millor director d'art (Fernando González), millor producció executiva (Daniel Écija, Felipe Mellizo i Pilar Nadal) i nominació a la millor interpretació femenina (Amparo Larrañaga com Laura Maseras) el 2000.
- Nominació a la millor interpretació femenina (Alicia Borrachero com Ana Ruiz) el 2001.

Fotogramas de Plata.
- Millor actor de televisió (José Coronado com Luis Sanz) i nominacions en la mateixa categoria (Pepón Nieto com José Antonio Aranda) i en la de millor actriu de televisió (Amparo Larrañaga com Laura Maseras) el 1999.
- Nominació al millor actor de televisió (Joel Joan com Willy) el 2000.
- Nominació al millor actor de televisió (Unax Ugalde com Óscar) el 2001.

Premis Ondas 1998 a la millor sèrie nacional
Premis de la Unión de Actores
- Millor actor de repartiment (Paco Marín com Chusky) i millor actor secundari (Pepón Nieto com José Antonio Aranda) el 1999.
- Nominació a la millor actriu secundària de televisió (María Pujalte com Mamin Tebar) el 2000.
- Millor actriu secundària de televisió (María Pujalte com Mamen Tebar) el 2001.
- Millor actriu protagonista (Alicia Borrachero com Ana Ruiz) i nominació a millor actor de repartiment (Unax Ugalde com Óscar) el 2002.
- Millor actriu de repartiment (Chiqui Fernández com Marimar) el 2003.

Premis TP d'Or.
- Nominació a la millor actriu (Amparo Larrañaga com Laura Maseras) el 1999.
- Nominació al millor actor (José Coronado com Luis Sanz), a la millor actriu (Amparo Larrañaga com Laura Maseras) i a la millor sèrie nacional el 2001.

## Audiències
- 7a Temporada: 4.440.920 espectadors (28,21%)
- 8a Temporada: 4.174.210 espectadors (24,84%)
- 9a Temporada: 3.435.310 espectadors (21,36%)